# 이멘토링
이멘토링(E-mentoring)은 온라인 소프트웨어나 이메일을 이용하여 안내되는 멘토링 관계를 제공하는 수단이다. 물리적인 동일 장소에 위치할 필요를 없애주기 때문에 참가자들이 시간대를 넘어 자신들의 편의대로 소통할 수 있게 한다. 이멘토링 프로그램은 의욕을 북돋우고 생산성을 향상시키고 경력 개발을 제고하기 위해 개발되곤 한다.

## 같이 보기
- 멘토링